# Wahlkabine.at
wahlkabine.at ist eine Online-Politikorientierungshilfe (Voting advice application) vor Wahlen, mittels derer man herausfinden kann, wie persönliche Meinungen mit den Standpunkten der kandidierenden Parteien übereinstimmen. Interessierte Benutzer beantworteten per Mausklick eine Liste von ca. 25 Fragen zu aktuellen Themen und erhielten schließlich eine detaillierte Übersicht, mit welchen Parteien es hinsichtlich der beantworteten Fragen die größten oder geringsten Übereinstimmungen gab.
wahlkabine.at steht als Service in der Zeit vor Wahlen zum Landtag, Nationalrat und zum Europäischen Parlament in Österreich zur Verfügung. Seit ihrem Start 2002 verzeichnete sie 70 Millionen Einzelfragenbeantwortungen und gab vor der Nationalratswahl im Herbst 2008 insgesamt 850.000 Usern Auskunft. Vor der Nationalratswahl 2013 waren es eine Million User. wahlkabine.at war eine Plattform des Instituts für neue Kulturtechnologien/t0 in Kooperation mit der Österreichischen Gesellschaft für Politikwissenschaft, der Gesellschaft für politische Aufklärung sowie dem Institut für Politikwissenschaft an der Universität Innsbruck.
Im Oktober 2023 wurde bekannt, dass die Plattform aufgrund finanzieller Schwierigkeiten eingestellt worden war. Im April 2024 wurde ein Neustart zur Nationalratswahl angekündigt, der im August 2024 stattfand.

## Geschichte
Das österreichische Online-Tool wahlkabine.at wurde erstmals bei den Nationalratswahlen 2002 eingesetzt. wahlkabine.at wurde vom Institut für neue Kulturtechnologien/t0 unter politikwissenschaftlicher Beteiligung entwickelt. Das Projekt wurde in zwei Sprachen als wahlkabine.it / cabina-elettorale.it bei den Landtagswahlen 2008 in Südtirol zum ersten Mal auch in italienischer Sprache vorgestellt.
In den Jahren 2011 und 2013 kam wahlkabine.at auch bei den Wahlen der österreichischen Hochschülerinnenschaft zum Einsatz.
Die Internet-Wahlkabine wurde im Juni 2008 auf der NECE-Konferenz im EU-Parlament in Strassburg als europäisches Best Practice Beispiel der Politischen Bildung präsentiert. Das internationale Netzwerk entwickelte im Vorfeld der Europawahlen 2009 eine gemeinsame Internet-Plattform, um Wähler zu mobilisieren. Außerdem wurde erstmals auch eine englischsprachige Version von wahlkabine.at vorgestellt.
2008 war das Projekt an der Demokratieinitiative „Entscheidend bist du!“ der österreichischen Bundesregierung beteiligt. Da bei den Nationalratswahlen 2008 zum ersten Mal auch 16- und 17-Jährige wählen durften, wurde in dieser Initiative versucht, „Demokratie für junge Menschen greifbar [zu] machen und die Lust an Demokratie und Politik [zu] wecken.“
wahlkabine.at ist mittlerweile auch in Schulen ein beliebtes Mittel, um Jugendliche zur Diskussion relevanter politischer Thema anzuregen und auf Differenzierungen zwischen den Parteien hinzuweisen und wird in den von der Parlamentsdirektion herausgegebenen „Unterrichtsmaterialien zum Jugendparlament“ empfohlen. Unterrichtsmaterialien für den Gebrauch in der Schule, Interviews mit politischen Figuren, Texte zu politischer Bildung, sowie ein Glossar zur Erklärung politischer Schlüsselbegriffe dienen als weitere Ressource für interessierte Benützer und Benützerinnen.

## Funktionsweise
- Ein Redaktionsteam, dem Personen mit ausgewiesener Sachkenntnis in Politikwissenschaft, politischem Journalismus und Methodik angehören[21], erstellt einen Fragenkatalog zu aktuellen politischen Themen.
- Die im österreichischen Nationalrat, in den Landtagen bzw. im EU-Parlament vertretenen Parteien (Bundes- oder Landesgeschäftsführungen) beantworten die Fragenkataloge.
- Die Antworten werden durch das Redaktionsteam ausgewertet. Hier wird besonders darauf geachtet, dass die zugesandten Positionen auch mit einer gewissen Kontinuität übereinstimmen, die in den vergangenen Monaten die politische Linie gekennzeichnet haben.
- wahlkabine.at geht sechs Wochen vor der Wahl online.
- Benutzer beantworten ca. 25 Fragen zu aktuellen politischen Themen. In einem automatisierten Verfahren werden ihre Antworten mit den Standpunkten der Parteien und ihrer jeweiligen Gewichtung verglichen. In methodischer Hinsicht sind für die Ermittlung der Ergebnisse sowohl der Standpunkt (Ja/Nein/Keine Angabe) als auch die Gewichtung (Bedeutung des Themas bei der Wahlentscheidung) ausschlaggebend. Damit kann der Grad der Übereinstimmung mit einer Parteilinie ebenso ausgewiesen werden wie die Distanz zu den jeweils anderen.